# Римское право
Ри́мское пра́во — правовая система, существовавшая в Древнем Риме и в Византийской империи с VIII века до н. э. по VI век н. э., а также отрасль правовой науки, занимающаяся её изучением.
Римское право являлось образцом или прообразом правовых систем многих других государств, является исторической основой романо-германской (континентальной) правовой семьи.

## Источники

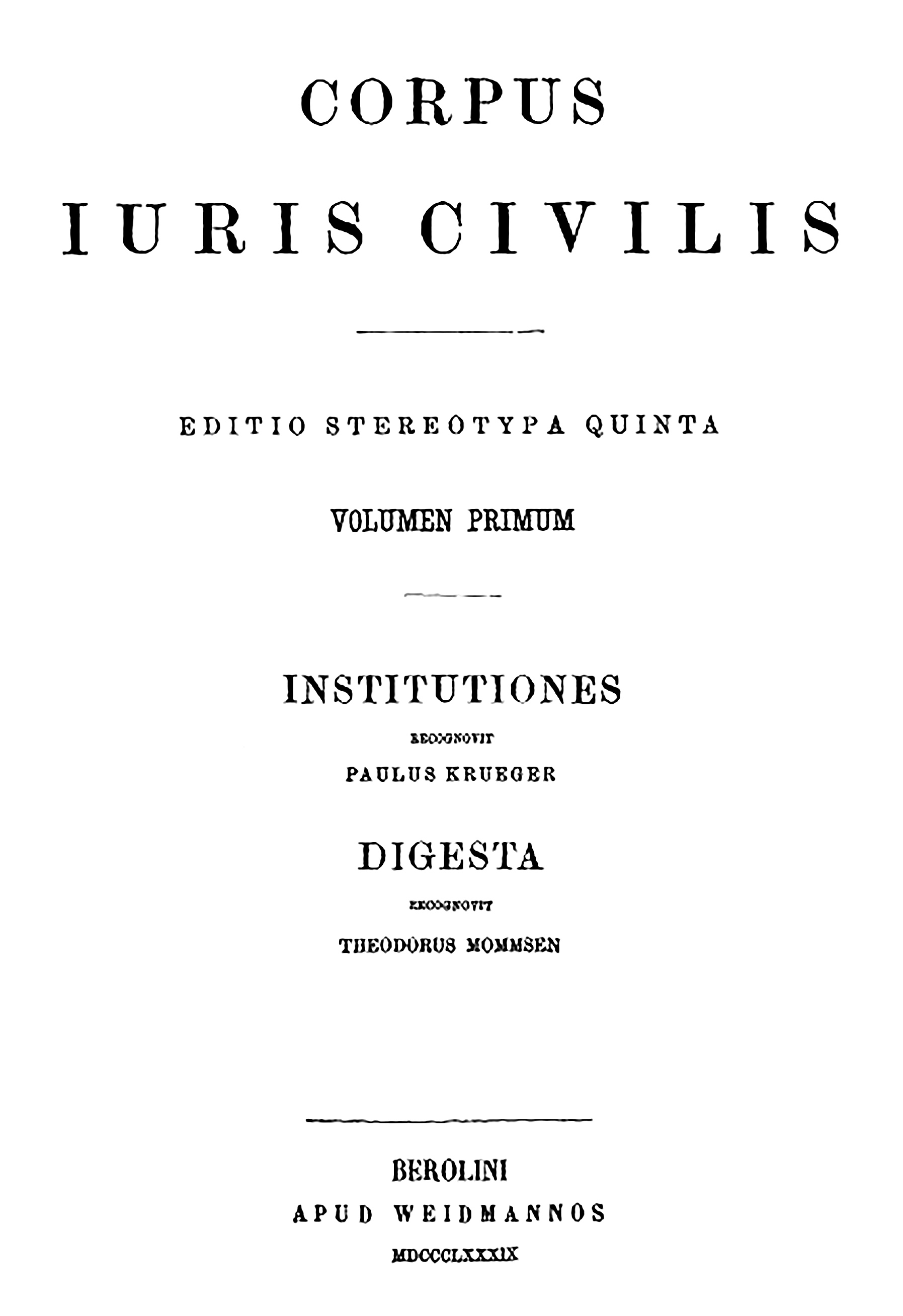
Институции и Дигесты.
CORPUS IURIS CIVILIS. Издание П. Крюгера и Т. Моммзена. Берлин, 1889.